# سندري (بلدة)

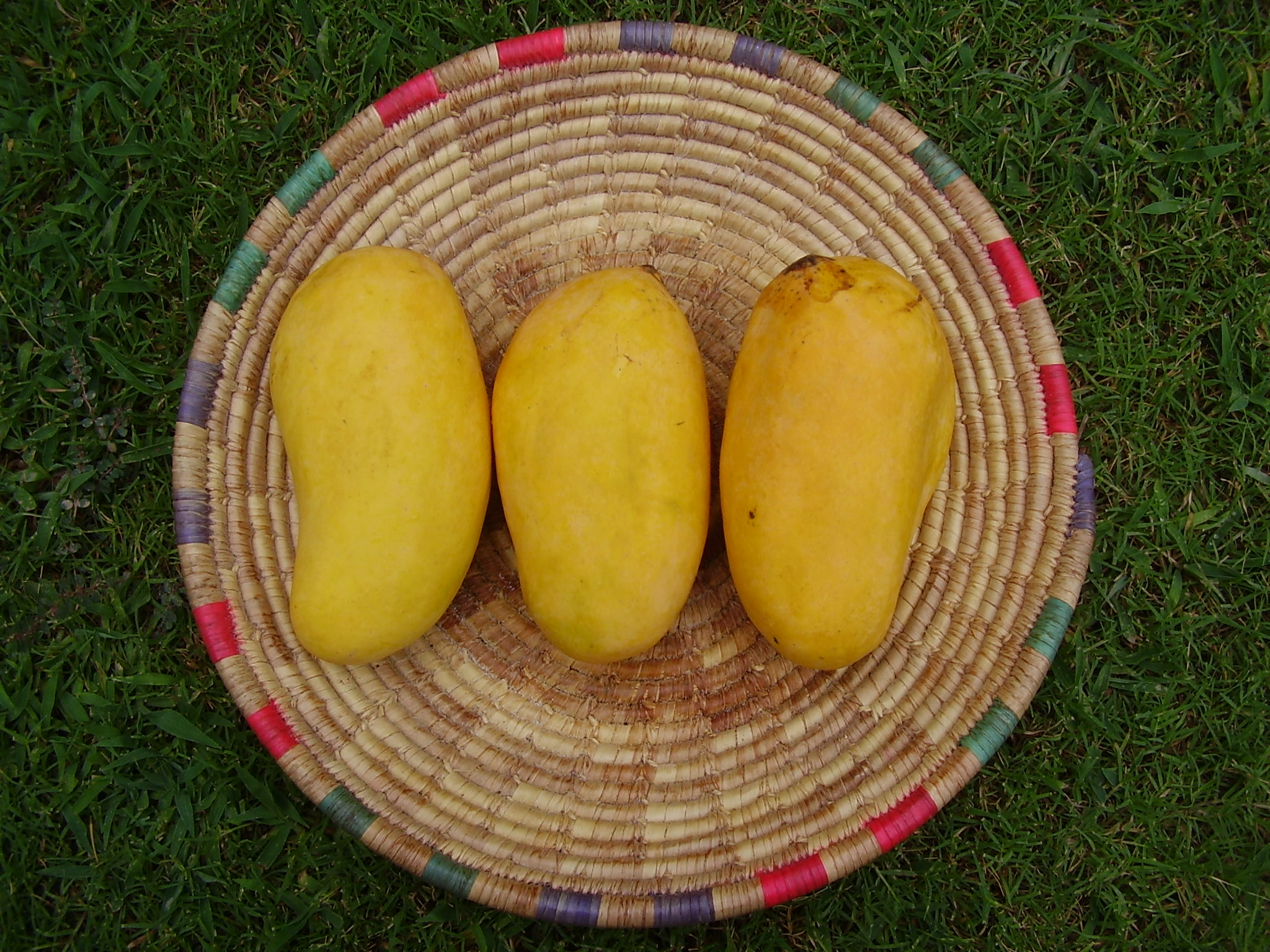
منجا سندري

سندري ( (بالسندية: سِنڌِڙي)‏، (بالأردوية: سِندھڑى)‏ ) هي أكبر منطقة وبلدة تقع في منطقة ميربور خاس في مقاطعة السند في باكستان. وكانت سابقًا جزءًا من منطقة ثارباركار في السند. ولد محمد خان جونيجو، رئيسُ وزراء باكستان السابق في هذه المدينة.